# Cratere Adivar
Adivar  è un cratere sulla superficie di Venere. Deve il suo nome ad Halide Edib Adıvar, scrittrice turca.